# Bündnis für Demokratie und Fortschritt
Das Bündnis für Demokratie und Fortschritt (französisch: Rassemblement pour la Démocratie et le Progrès-Jama’a, Kürzel: RDP-Jama’a) ist eine politische Partei in Niger.

## Geschichte
Das Bündnis für Demokratie und Fortschritt entstand im August 1997 als Nachfolgepartei der Nationalen Union der Unabhängigen für die demokratische Erneuerung (UNIRD), der Partei des Staatspräsidenten Ibrahim Baré Maïnassara, der 1996 durch einen Staatsstreich an die Macht gekommen war. Hamid Algabid wurde Parteivorsitzender, Amadou Boubacar Cissé stellvertretender Parteivorsitzender und Abdoul Ramane Seydou Generalsekretär des RDP-Jama’a.
Jama’a, der Beiname der Partei, ist ein Hausa-Wort arabischen Ursprungs und bedeutet „gesamte Bevölkerung einer Stadt oder eines Gebiets“. Die Anhänger des Heerführers Usman dan Fodio (1754–1817) nannten ihre Gemeinschaft jama’a, um deren umfassende Reichweite zu unterstreichen.
Staatspräsident Maïnassara starb 1999 bei einem Staatsstreich. Beim Streit zwischen Hamid Algabid und Amadou Boubacar Cissé, wer bei den Präsidentschaftswahlen von 1999 für den RDP-Jama’a kandidieren solle, entschied ein Gericht zugunsten Algabids. Cissé spaltete sich daraufhin mit einer neuen Partei, der Union für Demokratie und Republik (UDR-Tabbat), vom RDP-Jama’a ab. Beim ersten Wahldurchgang erhielt Hamid Algabid 10,83 Prozent der Stimmen. In der Stichwahl unterstützte der RDP-Jama’a Mahamadou Issoufou von der Nigrischen Partei für Demokratie und Sozialismus (PNDS-Tarayya), der jedoch Mamadou Tandja von der Nationalen Bewegung der Entwicklungsgesellschaft (MNSD-Nassara) unterlag. Bei den Parlamentswahlen von 1999 erhielt der RDP-Jama’a acht von 83 Sitzen in der Nationalversammlung. Bei den Präsidentschaftswahlen von 2004 konnte Hamid Algabid nur noch 4,89 Prozent der Stimmen auf sich vereinen, allerdings unterstützte seine Partei bei der Stichwahl diesmal Mamadou Tandja und befand sich damit im Lager des Siegers. Die Parlamentswahlen von 2004 brachten dem RDP-Jama’a sechs von 113 Sitzen in der Nationalversammlung. Abdoul Ramane Seydou wurde 2008 als Generalsekretär der Partei abgewählt. Ihm folgte Sani Abdourahmane im Amt nach. Bei den Parlamentswahlen von 2009, die von den wichtigsten Oppositionsparteien aus Protest gegen die autoritäre Politik von Staatspräsident Tandja boykottiert wurden, konnte sich der RDP-Jama’a nur geringfügig auf sieben von 113 Mandaten verbessern.
Bei den Präsidentschaftswahlen von 2011 verzichtete die Partei auf einen eigenen Kandidaten. Ab den Parlamentswahlen von 2011 war der RDP-Jama’a weiterhin mit sieben von 113 Abgeordneten in der Nationalversammlung vertreten. Die Partei schloss sich im selben Jahr mit 32 weiteren politischen Parteien und Gruppierungen in einer Allianz zusammen, die sich auf gemeinsame Grundsätze verständigte und zusagte, die Regierung von Staatspräsident Mahamadou Issoufou bei ihren Vorhaben zu unterstützen. Mahamadou Bakabé wurde 2012 zum neuen stellvertretenden Parteivorsitzenden gewählt. Bei den Parlamentswahlen von 2016 gewann der RDP-Jama’a drei von 171 Sitzen in der Nationalversammlung. Aus den Parlamentswahlen von 2020 ging die Partei mit zwei von 171 Sitzen in der Nationalversammlung hervor.